# 26 octobre en sport
26 septembre 26 novembre
Chronologies thématiques
- Croisades
- Ferroviaires
- Disney

Le 26 octobre (299e jour de l'année ou 300e en cas d'année bissextile) en sport.

## Événements

### XIXesiècle
- 1863 :
  - (Football) : fondation de la Football Association à la Freemason's Tavern de Londres[1]. La fonction principale de la FA à ses débuts sera d’unifier les règlements afin d’imposer à tous la même règle[2].
- 1868
  - (Baseball) : les New York Mutuals remportent le 12e championnat de baseball de la NABBP avec 31 victoires et 10 défaites[3].
- 1887
  - (Baseball) : sur la 4e édition des World's Championship Series, les Detroit Wolverines s’imposent (10 victoires, 5 défaites) face aux St. Louis Browns.

### XXesièclede1951à2000
- 1975 :
  - (Jeux panaméricains) : à Mexico, clôture de la septième édition des Jeux panaméricains.
- 1986 :
  - (Formule 1) : Grand Prix automobile d'Australie.
- 1996 :
  - (Cyclisme sur piste) : la cycliste française Jeannie Longo améliore le record du monde de l'heure en parcourant 48,159 km en 60 minutes sur le vélodrome de Mexico.
- 1997 :
  - (Formule 1) : Grand Prix automobile d'Europe. Jacques Villeneuve devient le premier Canadien champion du monde de Formule 1 au volant d'une Williams-Renault.

### XXIesiècle
- 2008 :
  - (Natation) : à Sydney, lors de la finale de la 3e étape de la Coupe du monde de natation FINA 2008, le nageur australien Robert Hurley bat le record du monde du 50 m dos en petit bassin et le porte à 23 s 24.
- 2009 :
  - (Hockey sur glace) : les Canadiens de Montréal remportent leur partie contre les Islanders de New York.
- 2014 :
  - (Rallye automobile) : le Français Sébastien Ogier (Volkswagen Polo R WRC) a conservé son titre de champion du monde après sa victoire remportée aujourd'hui lors du Rallye de Catalogne[4].
  - (Tennis) : Serena Williams termine la saison WTA en beauté. L'Américaine a remporté le Masters disputé à Singapour, en étrillant en finale la Roumaine Simona Halep, en deux sets : 6-3, 6-0. C'est la 5e victoire au Masters, la 3e consécutive, pour Serena Williams[5].

## Naissances

### XIXesiècle
- 1872 :
  - Harold Fraser, golfeur américain. Médaillé de bronze aux Jeux de Saint-Louis 1904. († 4 janvier 1945).
- 1881 :
  - Louis Bastien, cycliste sur piste et escrimeur français. Champion olympique des 25 km aux Jeux de Paris 1900. Champion du monde de cyclisme sur piste du demi-fond amateur 1900. († 13 août 1963).
- 1883 :
  - Paul Pilgrim, athlète sprint et de fond américain. Champion olympique du cross par équipes aux Jeux de Saint-Louis 1904. († 8 janvier 1958).
- 1885 :
  - Dougie Morkel, joueur de rugby XV sud-africain. (9 sélections en équipe nationale). († 20 février 1950).
- 1886 :
  - Hanns Braun, athlète sprint et de demi-fond allemand. Médaillé d'argent du relais olympique et de bronze du 800 m aux Jeux de Londres 1908 puis médaillé d'argent du 400 m aux Jeux de Stockholm 1912. († 9 octobre 1918).
  - Peter Farmer, footballeur et entraîneur écossais. († 4 septembre 1964).

### XXesièclede1901à1950
- 1902 :
  - Jack Sharkey, boxeur américain. Champion du monde poids lourds de boxe de 1932 à 1933. († 17 août 1994).
- 1906 :
  - Primo Carnera, boxeur italien. Champion du monde poids lourds de boxe de 1933 à 1934. († 29 juin 1967).
- 1926 :
  - Bernhard Klodt, footballeur allemand. Champion du monde de football 1954. (19 sélections en équipe nationale). († 23 mai 1996).
- 1928 :
  - Ed Brown, joueur de foot U.S. américain. († 2 août 2007).
- 1941 :
  - Torgeir Brandtzæg, sauteur à ski norvégien. Médaillé de bronze du tremplin normal et du grand tremplin aux Jeux d'Innsbruck 1964
- 1949 :
  - Steve Rogers, joueur de baseball américain.

### XXesièclede1951à2000
- 1961 :
  - Manuel Estiarte, joueur de water-polo espagnol. médaillé d'argent aux Jeux olympiques de Barcelone 1992 puis champion olympique aux Jeux d'Atlanta 1996. Champion du monde de water-polo 1998.
- 1963 :
  - Theresia Kiesl, athlète de demi-fond autrichienne. Médaillée de bronze du 1 500m aux Jeux d'Atlanta 1996.
- 1970 :
  - John Mayock, athlète de demi-fond britannique.
  - Takanobu Okabe, sauteur à ski japonais. Médaillé d'argent par équipe aux Jeux de Lillehammer 1994 puis champion olympique par équipe aux Jeux de Nagano 1998. Champion du monde de sauts à ski ski du petit tremplin 1995.
- 1972 :
  - Daniel Elena, copilote de rallye monégasque. Champion du monde des rallyes 2004, 2005, 2006, 2007, 2008, 2009, 2010, 2011 et 2012.
- 1976 :
  - Miikka Kiprusoff, hockeyeur sur glace finlandais. Médaillé de bronze aux jeux de Vancouver 2010. (24 sélections en équipe nationale).
  - Jeremy Wotherspoon, patineur de vitesse canadien. Médaillé d’argent du 500 m aux Jeux de Nagano 1998. Champion du monde de sprint de patinage de vitesse 1999, 2000, 2002 et 2003. Champion du monde simple distance de patinage de vitesse du 1 000 m 2001, champion du monde simple distance de patinage de vitesse du 500 m 2003, 2004 et 2008.
- 1978 :
  - Salim Sdiri, athlète de sauts en longueur français.
- 1980 :
  - Aymeric Chappellier, navigateur français.
  - Nick Collison, basketteur américain.
- 1982 :
  - Ullrich Robeiri, épéiste français. Champion olympique par équipe aux Jeux de Pékin 2008. Champion du monde d'escrime à l'épée par équipes 2005, 2006, 2007, 2009 et 2010 puis champion du monde d'escrime en individuel et par équipes 2014. Champion d'Europe d'escrime à l'épée par équipes 2008 et 2015.
- 1983 :
  - Khedafi Djelkhir, boxeur français. Médaillé d'argent des -57 kg aux Jeux de Pékin 2008.
  - Francisco Liriano, joueur de baseball dominicain.
  - Paul Martens, cycliste sur route allemand.
- 1984 :
  - Sasha Cohen, patineuse artistique américaine. Médaillée d'argent en individuelle aux Jeux de Turin 2006.
  - Adriano Correia Claro, footballeur brésilien. Vainqueur de la Copa América 2004, des Coupe UEFA 2006 et 2007 puis des Ligue des champions 2011 et 2015. (19 sélections en équipe nationale).
- 1986 :
  - Uwe Gensheimer, handballeur allemand. Vainqueur de la Coupe EHF 2013. (92 sélections en équipe nationale).
- 1987 :
  - Stany Delayre, rameur français. Champion du monde d'aviron en deux de couple poids légers 2015. Champion d'Europe d'aviron en deux de couple poids légers 2013, 2014 et 2015.
- 1988 :
  - Lynel Kitambala, footballeur français.
  - Nicolás Sánchez, joueur de rugby XV argentin. Vainqueur de la Coupe d'Europe de rugby à XV 2015. (38 sélections en équipe nationale).
- 1990 :
  - Erik Murphy, basketteur américano-finlandais. (24 sélections avec l'équipe de Finlande).
  - Kinu Rochford, basketteur américain.
  - Henri Saivet, footballeur franco-sénégalais. (20 sélections avec l'équipe du Sénégal).
  - Ilka Štuhec, skieuse alpin slovène. Championne du monde de ski alpin de la descente 2017.
- 1991 :
  - Mirco Maestri, cycliste sur route italien.
- 1992 :
  - Adam Clendening, hockeyeur sur glace américain.
- 1994 :
  - Josip Rumac, cycliste sur route et de cyclo-cross croate.
  - Daria Shmeleva, cycliste sur piste russe. médaillée d'argent de la vitesse par équipes aux Jeux de Rio 2016. Championne du monde de cyclisme sur piste de la vitesse par équipes 2016 et 2017.
  - T. J. Williams, basketteur américain.
- 1996 :
  - Quentin Halys, joueur de tennis français.
- 1999 :
  - Emma Coudert, joueuse de rugby XV français.
- 2000 :
  - Jenson Brooksby, joueur de tennis américain.
  - Daniel Håkans, footballeur Finlandais.

### XXIesiècle
- 2004 :
  - Patrick Dorgu, footballeur danois.
  - Tomáš Král, footballeur tchèque.

## Décès

### XXesièclede1901à1950
- 1901 :
  - Alfred Tysoe, 27 ans, athlète de fond et demi-fond britannique. Champion olympique du 800 m et du 5 000 m par équipes aux Jeux de Paris 1900. (° 21 mars 1874).
- 1929 :
  - Albert Champion, 51 ans, cycliste sur route français. Vainqueur de Paris-Roubaix 1899. (° 5 avril 1878).
- 1931 :
  - Charles Comiskey, 72 ans, joueur de baseball américain. (° 15 août 1859).
- 1934 :
  - Valentine Hall, 66 ans, joueur de tennis américain. (° 12 novembre 1867).
- 1945 :
  - Raymond Suvigny, 42 ans, haltérophile français. Champion olympique des -60kg aux Jeux de Los Angeles 1932. (° 21 janvier 1903)

### XXesièclede1951à2000
- 1956 :
  - Otto Scheff, 66 ans, nageur puis homme politique autrichien. Médaillé de bronze du 400m nage libre aux Jeux de Londres 1908. Député du Conseil national de 1945 à 1953. (° 12 décembre 1889).
- 1972 :
  - William Cottrill, 84 ans, athlète de demi-fond et de fond britannique. Médaillé de bronze du 3 000m par équipes aux Jeux de Stockholm 1912. (° 14 octobre 1888).
- 1995 :
  - Raoul Giraudo, 63 ans, footballeur français. (° 19 mai 1932).

### XXIesiècle
- 2009 :
  - Jacques Bouquet, 76 ans, joueur de rugby à XV français. Vainqueur des tournois des Cinq Nations 1959, 1960, 1961 et 1962. (34 sélections en équipe de France). (° 3 juin 1933).
- 2012 :
  - Georges Van Straelen, 55 ans, footballeur puis entraîneur français. (° 10 décembre 1956).
- 2014 :
  - Oscar Taveras, 22 ans, joueur de baseball canado-dominicain. (° 19 juin 1992).